# آنجلا دونالد
آنجلا دونالد (به انگلیسی: Angela Donald) ژیمناست زادهٔ ۴ دسامبر ۱۹۹۵ میلادی اهل کشور استرالیا است.